# Малженице
Малженице (на словашки: Malženice) е село в окръг Търнава, Търнавски край, западна Словакия. Населението му е 1507 души.
Разположено е на 157 m надморска височина, на 12 km североизточно от град Търнава. Площта му е 14,85 km². Кмет на селото е Мирослав Мацко.